# الکس ریگز
الکس ریگز (انگلیسی: Alex Riggs؛ زادهٔ ۱۷ مارس ۱۹۸۸) بازیکن فوتبال اهل ایالات متحده آمریکا است.
از باشگاه‌هایی که در آن بازی کرده‌است می‌توان به باشگاه فوتبال کلمبوس کرو و باشگاه فوتبال اسپورتینگ کانزاس‌سیتی اشاره کرد.